# Jardins d'Éole
Pour les articles homonymes, voir Éole (homonymie).
Les jardins d’Éole sont un parc du 18e arrondissement de Paris.

## Situation et accès
Le site est situé au 45, rue d'Aubervilliers, et dispose d'un accès sur le pont de la rue Riquet. Il a été inauguré en mai 2007.
Les jardins d'Éole sont accessibles en transports en commun par la ligne 2 à la  station La Chapelle ; par la ligne 12 à la station Marx Dormoy et par les lignes 2, 5 et 7 à la station Stalingrad.

## Historique

### Origines

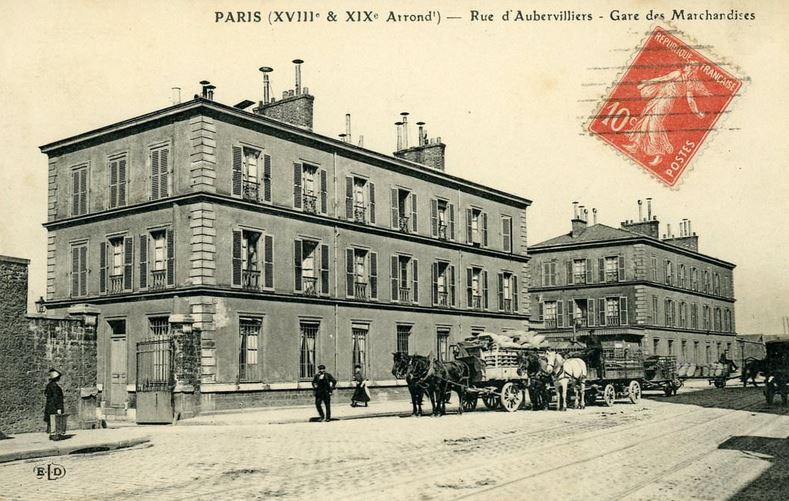
Paris, rue d'Aubervilliers, gare des marchandises.

La création de ce parc est le fruit d’une mobilisation de citoyens, d'associations et d'élus. Sur plus de 42 000 m2, les jardins d’Éole illustrent la volonté d’embellir Paris et de procurer un nouvel espace vert au quotidien pour les habitants d'un quartier longtemps dépourvu de ce type d’équipement collectif. Le concepteur du parc est le paysagiste Michel Corajoud.
Le parc a été aménagé sur une ancienne friche ferroviaire, la cour du Maroc, ex-gare de marchandises de la SNCF désaffectée depuis les années 1990. Les seuls vestiges encore en place de l'activité ferroviaire sont les deux pavillons d'entrée, aux nos 43 et 47.

### Gestion écologique du parc

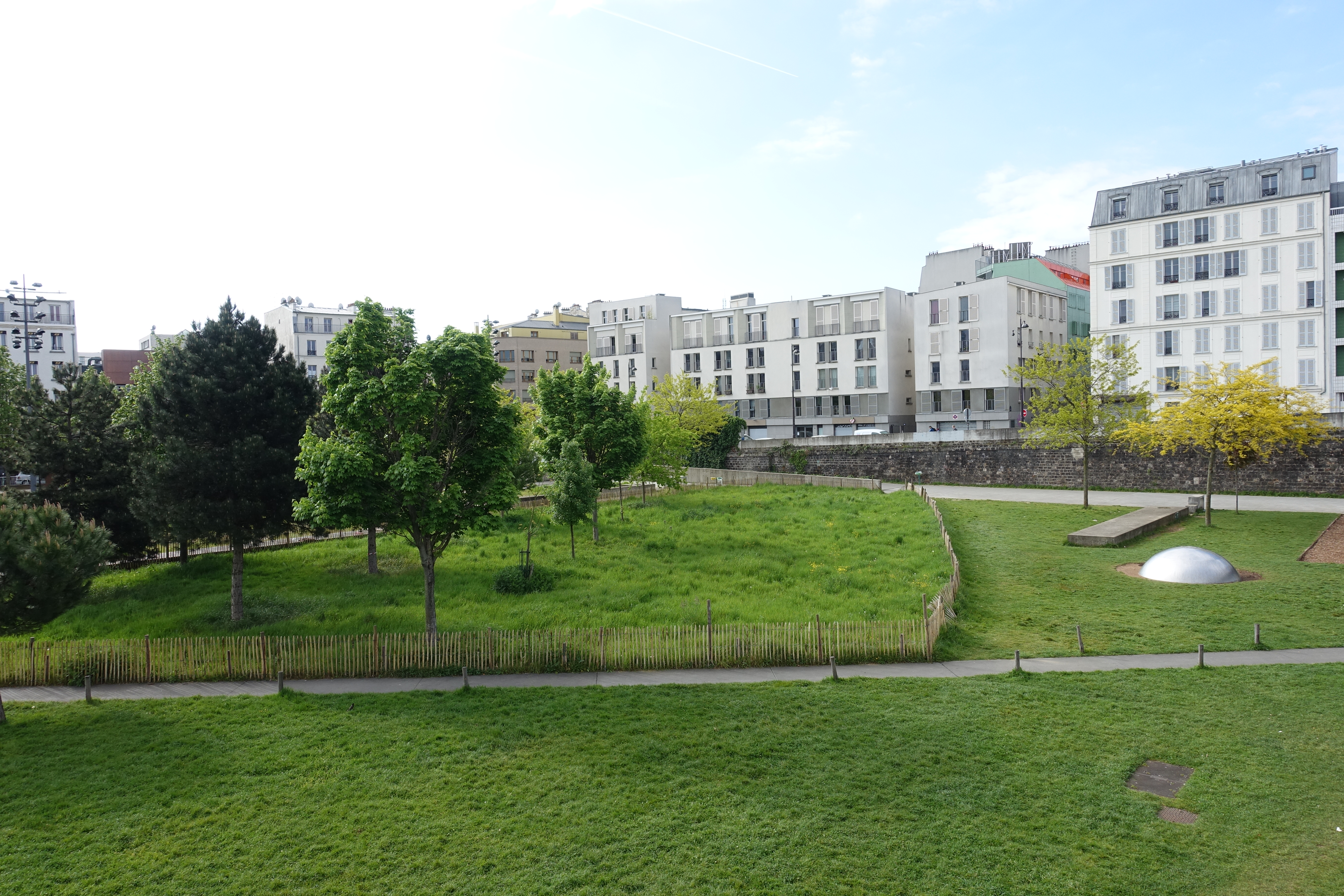
Les jardins d'Éole en 2017.

Dans le cadre de l'engagement de la ville de Paris pour la protection de l'environnement, une gestion écologique du site a été mise en œuvre. Elle prend en compte la diversité des usages du parc en préservant l'eau, le sol et l'air.
La prairie est fauchée et les feuilles dans les massifs sont conservées. Il n'y a aucun recours à des engrais ou à des pesticides. La collecte sélective des déchets est pratiquée. Une éolienne illustre l'importance de la prise en compte des énergies renouvelables dans les modes de vie contemporains.
Toutes les parties du parc sont accessibles aux personnes à mobilité réduite par une disposition d'allées et de rampes. L'implantation de la faune est favorisée par le choix de la flore. Un jardin de graviers est semé de plantes pluriannuelles qui se ressèment spontanément et fleurissent tout au long de l'année.
Des riverains font partie intégrante du projet puisque les jardins d'Éole hébergent le Trèfle d'Éole, un jardin partagé de 400 m2, où ils peuvent expérimenter des pratiques respectueuses de l'environnement.
En septembre 2020, est mise en place la Ferme urbaine d'Éole, pour permettre aux familles de se réapproprier le parc,,. Mûe par un projet associatif appelé « Les fermes d'Espoir », aidé par des jeunes en service civique, et dans une démarche d’éducation populaire, elle permet aux enfants de découvrir les animaux de la ferme et leur mode de vie.

### 2021: «scène ouverte» du crack

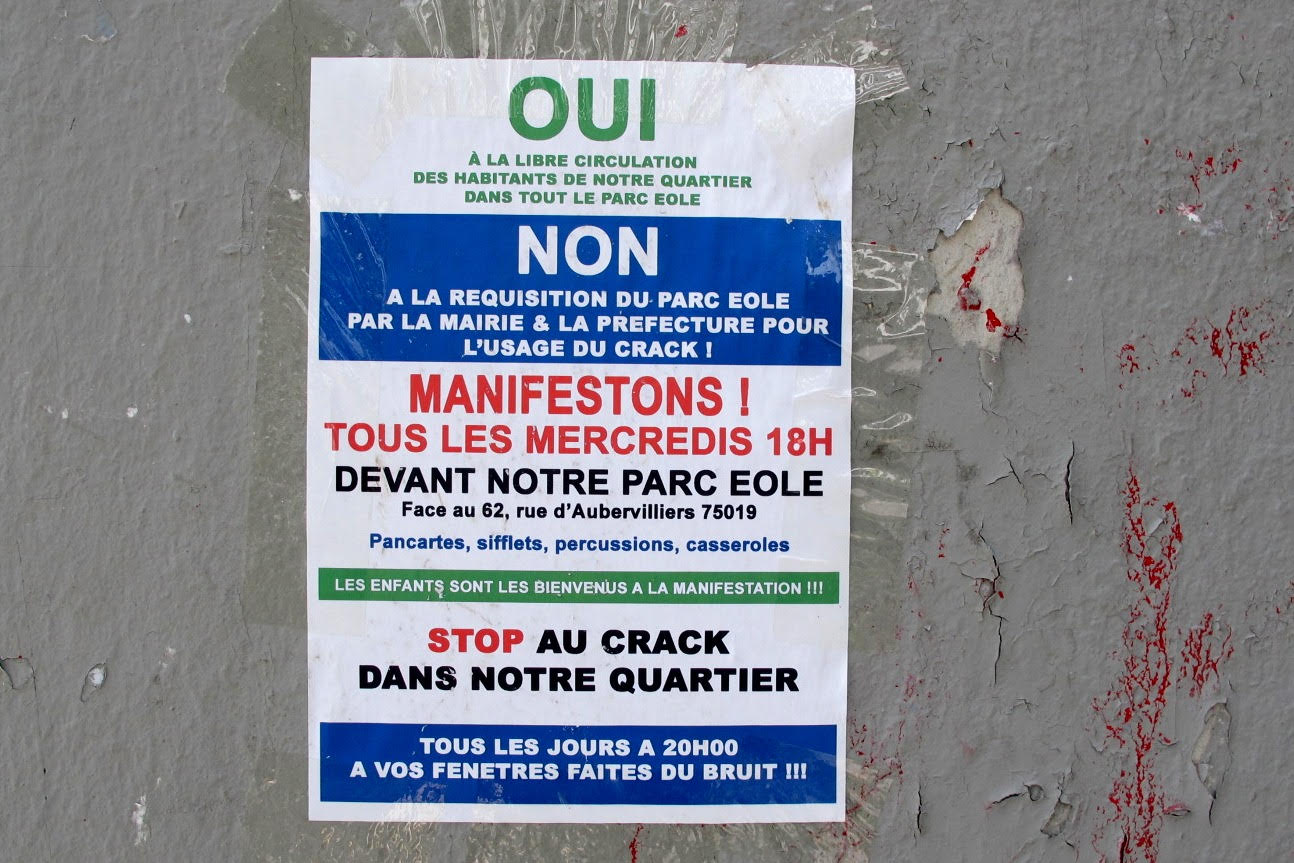
Tract posé par les habitants, protestant contre les consommateurs de crack (2021).

En mai 2021, devant les nuisances insupportables créées par le « marché du crack » de la place Stalingrad pour ses riverains, le ministère de l'Intérieur et la mairie de Paris se mettent d'accord pour transférer ce que Gérald Darmarin a appelé une « scène ouverte » sur le tiers nord des jardins, dans l'espoir d'alléger le fardeau que représente la crise du crack pour les Parisiens. Déjà considérés comme « un lieu de trafic, de prostitution et d’errance » selon le conseiller de Paris Rudolph Granier (LR), les jardins restent ouverts jusqu'à 1 heure du matin sur ce tiers nord, à cette fin et sous contrôle, le reste du parc étant « reconquis » pour les familles et les jeux d'enfants. Cette mesure est présentée comme temporaire, ce qui ne l'empêche pas de susciter une polémique, la droite s'y montrant très hostile.
La préfecture de police prend un arrêté d'interdiction des distributions alimentaires et de seringues par les associations à Stalingrad, les autorisant cependant près des jardins d'Éole ou ailleurs.
Le député LREM Mounir Mahjoubi, recevant les riverains, estime inefficaces les mesures annoncées par les autorités, et rappelle son souhait de mettre en place une salle de consommation à moindre risque près des Invalides, proposition recevant l'opposition du premier adjoint à la maire de Paris Emmanuel Grégoire, lui-même convaincu que ces mesures peuvent apporter des résultats spectaculaires. D'autres habitants du quartier, ainsi que Pierre Liscia (SL), craignent la naissance d'une nouvelle colline du crack.
En juin, les riverains se mobilisent et organisent une manifestation hebdomadaire, les mercredis,, tandis que le mécontentement s'élève à la suite de l'agression dont est victime un enfant. Simultanément, de jeunes habitants du quartier, décidés à récupérer l'usage du terrain de football, et en réaction à un certain sentiment d'insécurité, attaquent des toxicomanes avec des mortiers de feu d'artifice,.
Le 30 juin, comme promis par la municipalité, le jardin est rendu inaccessible la nuit. Toutefois, les toxicomanes dispersés restent en errance dans le quartier.
Les troubles continuent cependant, avec l'agression d'une dame âgée le vendredi suivant et, le lendemain, de jeunes riverains visant les consommateurs de crack avec des mortiers d’artifice. Face à l'opposition croissante de la population, la mairie décide d'évacuer les Jardins, sans prendre l'avis de la préfecture de police, mais les toxicomanes créent un campement de fortune rue Riquet, qui doit alors bénéficier d'une présence policière constante. Les trafics continuent alors leurs ravages.
Le 24 septembre, afin de débloquer une situation qui empire chaque semaine, le ministre de l'intérieur Gérald Darmanin prend la décision de déplacer les toxicomanes vers la place Auguste-Baron.
Après cette évacuation, les Jardins retrouvent leur paix habituelle.

## Théâtre
Depuis 2011, le Grand Parquet présente différents spectacles sous son chapiteau situé au 35, rue d'Aubervilliers,.

## Équipements
On y trouve deux terrains de football, quatre terrains de basket, deux tables de ping-pong, trois aires de jeux et un bac à sable.